# Mozotcori
Mozotcori (łac. Diocesis Mozotcoritanus) – stolica historycznej diecezji w Cesarstwie rzymskim w prowincji Byzacena, współcześnie w Tunezji. Obecnie katolickie biskupstwo tytularne.

## Biskupi tytularni
| Lp. | Biskup                            | Funkcja                                              | Od                | Do                   |
| --- | --------------------------------- | ---------------------------------------------------- | ----------------- | -------------------- |
| 1   | Jacob Bastiampillai Deogupillai   | biskup pomocniczy Trincomalee-Batticaloa (Sri Lanka) | 9 lutego 1967     | 18 grudnia 1972      |
| 2   | José Alberto Llaguno Farias       | wikariusz apostolski Tarahumara (Meksyk)             | 28 lutego 1975    | 26 lutego 1992       |
| 3   | José de la Trinidad Valera Angulo | biskup pomocniczy Caracas (Wenezuela)                | 15 lutego 1997    | 18 października 2001 |
| 4   | Gilberto Gómez González           | biskup pomocniczy Abancay (Peru)                     | 22 grudnia 2001   | 20 czerwca 2009      |
| 5   | Eusebius Alfred Nzigilwa          | biskup pomocniczy Dar-es-Salaam (Tanzania)           | 28 stycznia 2010  | 13 maja 2020         |
| 6   | Stephanus Han Jung-hyun           | biskup pomocniczy Daejeon (Korea Południowa)         | 28 listopada 2020 |                      |